# Eugénio de Castro
Eugénio de Castro (ur. 1869, zm. 1944) – portugalski poeta.

## Życiorys
Eugénio de Castro e Almeida urodził się w Coimbrze 4 marca 1869 roku. Studiował literaturę na Uniwersytecie w Coimbrze. Był współzałożycielem pisma „A Arte”, z którym współpracowali między innymi Paul Verlaine i Stéphane Mallarmé. W 1898 ożenił się z Brígidą Augustą Correia Portal, z którą miał sześcioro dzieci. Zmarł w wieku siedemdziesięciu pięciu lat w Coimbrze, 17 sierpnia 1944 roku.

## Twórczość
Eugénio de Castro był – obok Camila Pessanhi – głównym przedstawicielem symbolizmu w literaturze portugalskiej. Uważany jest nawet za pierwszego portugalskiego symbolistę. Realizował teoretyczne założenia symbolizmu opracowane przez jego francuskich teoretyków. W swojej twórczości poeta wykorzystywał wyrafinowane rymy i aliteracje. Posługiwał się też synestezją. Wydał między innymi tomiki Oras Tristes (1888), Oaristos (1890), Horas (1891), Sylva (1894), Salomé e outros poemas (1896), O rei Galor (1897), Saudade do Céu (1899), Depois da ceifa (1901), A sombra do quadrante (1906) i A mantilha de medronhos (1923). Pisał wiersze liryczne, poematy i dramaty poetyckie (Os olhos de illusão, O rei Galaor). W drugiej fazie twórczości przeszedł na pozycje neoklasyczne.